# Sky van Hoff
Sky van Hoff (1986) é um produtor musical, compositor e músico alemão. Ele trabalha principalmente com artistas dos gêneros metal e rock, incluindo Rammstein, Emigrate, Till Lindemann, Kreator, Enslaved e Sleep Token. Antes de se tornar produtor, van Hoff foi guitarrista da banda de metal Machinemade God e fez extensas turnês com a banda até abrir seu próprio estúdio em 2008.

## Carreira
Em 2003, van Hoff entrou para a banda de metal Machinemade God como guitarrista e assinou seu primeiro contrato de gravação como membro da banda com a Metal Blade Records em 2005. Seu primeiro álbum com a banda, The Infinity Complex, foi lançado no ano seguinte. Ele escreveu e produziu o próximo álbum da banda, Masked, lançado no ano seguinte. Depois de receber pedidos para produzir outras bandas de metal alemãs, van Hoff abriu seu próprio estúdio em 2008. Nos anos seguintes, trabalhou com Kreator, The Sorrow e Caliban. Em 2012, van Hoff apareceu na terceira temporada da versão alemã do The X Factor como diretor musical da equipe de Sandra Nasić, onde supervisionou e produziu a categoria "Grupos e Bandas". Ele foi produtor da dupla folk Mrs. Greenbird, a vencedora da temporada, e posteriormente produziu seu álbum de estreia autointitulado, lançado no mesmo ano.
Em 2018, van Hoff contribuiu para o projeto solo do guitarrista do Rammstein, Richard Kruspe, Emigrate, e seu terceiro álbum, A Million Degrees, com produção, gravação e mixagem. Mais tarde, ele foi contratado por Kruspe para gravar e editar partes de guitarra para o álbum de estúdio sem título do Rammstein. Após o lançamento do álbum em 2019, van Hoff se juntou à banda em sua turnê de estádio como engenheiro de monitoramento de Kruspe. Em 2021, van Hoff produziu e compôs a música para o primeiro single solo do cantor do Rammstein, Till Lindemann, Ich Hasse Kinder, e foi produtor do quarto álbum de estúdio do Emigrate, The Persistence of Memory. Ele recebeu elogios notáveis de Rick Beato, personalidade do YouTube e produtor musical, por seu trabalho no single de Lindemann. van Hoff voltou ao estúdio para o Rammstein para seu próximo álbum de estúdio, Zeit, contribuindo com produção, gravação e edição de guitarras. Após o lançamento do álbum em 2022, van Hoff continuou em turnê com a banda como engenheiro de monitoramento até o final da turnê no ano seguinte. Colaborou novamente com Lindemann no primeiro álbum solo do cantor, Zunge, como produtor, compositor e instrumentista.

## Discografia

### Com Machinemade God

#### Álbuns de estúdio
- The Infinity Complex (2006)
- Masked (2007)

### Créditos de produção e composição
| Ano  | Artista                | Título                                              | Música(s)                                                                      | Notas |
| ---- | ---------------------- | --------------------------------------------------- | ------------------------------------------------------------------------------ | --- |
| 2009 | Caliban                | Say Hello To Tragedy                                |                                                                                | Engenheiro                                                                                                  |
| 2010 | Kreator                | Terror Prevails - Live At Rock Hard Festival        |                                                                                | Mixagem |
| 2010 | Arma Gathas            | Dead To This World                                  |                                                                                | Compositor (partes de orquestra, sintetizador e piano), produtor, engenheiro de gravação, mixagem, arranjos |
| 2010 | The Sorrow             | The Sorrow                                          |                                                                                | Co-produtor, mixagem                                                                                        |
| 2011 | Artwon Artown Artnow   | –                                                   | "Love Rodeo"                                                                   | Produtor, engenheiro                                                                                        |
| 2011 | Artwon Artown Artnow   | –                                                   | "My Lawyer"                                                                    | Produtor, engenheiro                                                                                        |
| 2012 | Kreator                | Terror Prevails - Live at Rock Hard Festival, Pt. 2 |                                                                                | Mixagem |
| 2012 | Kreator                | Phantom Antichrist                                  |                                                                                | Engenheiro de gravação (pré-produção)                                                                       |
| 2012 | The Sorrow             | Misery Escape                                       |                                                                                | Compositor, produtor, mixagem                                                                               |
| 2012 | Mrs. Greenbird         | Mrs. Greenbird                                      |                                                                                | Produtor, engenheiro de gravação, mixagem                                                                   |
| 2015 | Dikta                  | Easy Street                                         |                                                                                | Produtor, mixagem                                                                                           |
| 2015 | Unleash The Sky        | Youth                                               |                                                                                | Produtor, engenheiro de gravação, mixagem                                                                   |
| 2016 | Drescher               | Erntezeit                                           |                                                                                | Produtor, mixagem                                                                                           |
| 2018 | Emigrate               | A Million Degrees                                   |                                                                                | Engenheiro de gravação, mixagem                                                                             |
| 2018 | Hannah Trigwell        | Red                                                 | "Nobody", "Another Beautiful Mistake"                                          | Produtor, engenheiro de gravação, mixagem, arranjos                                                         |
| 2018 | Hopelezz               | Stories Of A War Long Forgotten                     |                                                                                | Produtor |
| 2019 | Rammstein              | Untitled                                            |                                                                                | Produtor adicional, engenheiro de gravação                                                                  |
| 2019 | Mental Cruelty         | Inferis                                             |                                                                                | Produtor, engenheiro, mixagem, masterização                                                                 |
| 2019 | Une Misère             | Sermon                                              | "Sermon"                                                                       | Compositor                                                                                                  |
| 2019 | Une Misère             | Sermon                                              | All tracks                                                                     | Produtor, engenheiro, mixagem                                                                               |
| 2019 | Kassogtha              | The Call                                            |                                                                                | Mixagem |
| 2019 | Electric Callboy       | Rehab                                               | "Rehab", "Hurricane", "Disbeliever", "Made By America", "Prism"                | Compositor                                                                                                  |
| 2019 | Electric Callboy       | Rehab                                               | All tracks                                                                     | Produtor, mixagem, arranjos                                                                                 |
| 2020 | Aborted                | La Grande Mascarade                                 | "Gloom And The Art Of Tribulation", "Serpent Of Depravity"                     | Engenheiro de gravação                                                                                      |
| 2020 | Electric Callboy       | MMXX                                                | "Prism"                                                                        | Compositor                                                                                                  |
| 2020 | Enslaved               | Utgard                                              |                                                                                | Engenheiro, técnico                                                                                         |
| 2020 | Ghøstkid               | Ghøstkid                                            |                                                                                | Produtor, engenheiro, mixagem, edição                                                                       |
| 2020 | Shape Of Water         | Great Illusions                                     | "Scar", "Not All The Things"                                                   | Mixagem |
| 2021 | Der Weg einer Freiheit | Der Weg einer Freiheit                              |                                                                                | Engenheiro de gravação                                                                                      |
| 2021 | Sleep Token            | This Place Will Become Your Tomb                    |                                                                                | Mixagem, edição                                                                                             |
| 2021 | Emigrate               | The Persistence Of Memory                           |                                                                                | Produtor, engenheiro de gravação, mixagem, edição                                                           |
| 2021 | Till Lindemann         | –                                                   | "Ich Hasse Kinder"                                                             | Compositor, produtor, engenheiro, mixagem                                                                   |
| 2022 | Ghøstkid               | –                                                   | "Ugly"                                                                         | Compositor, produtor, engenheiro, mixagem, edição                                                           |
| 2022 | Rammstein              | Zeit                                                |                                                                                | Produtor adicional, engenheiro de gravação, edição                                                          |
| 2022 | Dikta                  | –                                                   | "Dig Deeper"                                                                   | Producer |
| 2022 | Nebelhaus              | –                                                   | "Alle Jahre wieder"                                                            | Mixagem |
| 2023 | Our Hollow, Our Home   | –                                                   | "Downpour"                                                                     | Produtor, mixagem                                                                                           |
| 2023 | Till Lindemann         | Zunge                                               | "Sport frei", "Altes Fleisch", "Du hast kein Herz", "Tanzlehrerin", "Schweiss" | Compositor, produtor, engenheiro, mixagem                                                                   |

### Créditos instrumentais e vocais
| Ano  | Artista          | Título                           | Música(s)                                                                      | Notas                                             |
| ---- | ---------------- | -------------------------------- | ------------------------------------------------------------------------------ | ------------------------------------------------- |
| 2006 | Caliban          | The Undying Darkness             | "Nothing Is Forever", "Army Of Me"                                             | Guitarra                                          |
| 2009 | Caliban          | Say Hello To Tragedy             | "The Degeneration Of Humanity"                                                 | Guitarra (solo)                                   |
| 2010 | Arma Gathas      | Dead To This World               |                                                                                | Orquestra, sintetizador, piano                    |
| 2012 | Kreator          | Phantom Antichrist               |                                                                                | Programação (pré-produção)                        |
| 2012 | The Sorrow       | Misery Escape                    |                                                                                | Eletrônicos, cordas                               |
| 2012 | Mrs. Greenbird   | Mrs. Greenbird                   | "Shooting Stars & Fairy Tales", "After All", "It Will Never Rain Roses"        | Baixo                                             |
| 2012 | Mrs. Greenbird   | Mrs. Greenbird                   | Piano                                                                          |                                                   |
| 2015 | Unleash The Sky  | Youth                            | "Concrete Walls"                                                               | Vocais                                            |
| 2015 | Unleash The Sky  | Youth                            | Programação, synths                                                            |                                                   |
| 2018 | Emigrate         | A Million Degrees                |                                                                                | Baixo, sintetizador                               |
| 2018 | Hannah Trigwell  | Red                              | "Nobody", "Another Beautiful Mistake"                                          | Guitarra, instrumentos                            |
| 2019 | Une Misère       | Sermon                           | "Sermon"                                                                       | Vocais de apoio                                   |
| 2019 | Electric Callboy | Rehab                            |                                                                                | Sintetizador, eletrônicos                         |
| 2020 | Ghøstkid         | Ghøstkid                         |                                                                                | Guitarra, baixo, sintetizador                     |
| 2021 | Sleep Token      | This Place Will Become Your Tomb |                                                                                | Sintetizador, programação                         |
| 2021 | Emigrate         | The Persistence Of Memory        |                                                                                | Baixo                                             |
| 2021 | Till Lindemann   | –                                | "Ich Hasse Kinder"                                                             | Todos os instrumentos exceto bateria, programação |
| 2022 | Ghøstkid         | –                                | "Ugly"                                                                         | Guitarra, baixo, sintetizador, programação        |
| 2023 | Till Lindemann   | Zunge                            | "Sport frei", "Altes Fleisch", "Du hast kein Herz", "Tanzlehrerin", "Schweiss" | Todos os instrumentos exceto bateria              |